# 장태수선생유물
장태수선생유물(張泰秀先生遺物)은 전북특별자치도 김제시에 있는, 조선시대 장태수 선생의 유물이다. 1983년 8월 24일 전라북도의 유형문화재 제105호로 지정되었다.

## 개요
장태수 선생은 철종 12년(1861) 21세의 나이로 문과에 급제하였다.
고종 12년(1875)에 연로한 부친을 봉양하기 위하여 벼슬을 그만두고 고향에 내려왔으며, 고종 26년(1889) 동부승지로 제수되었으나 부임하지 아니하였고, 동학군으로 시국이 소란하게 되자 바로 부임하여 백성들을 무마하고 봉급을 고산 현민에게 나누어 주는 등 선정을 베풀었다.
1907년 일본의 만행이 날로 심해지자, 고향에 돌아와 새로운 인재를 양성할 목적으로 신명학교를 세웠으나, 1910년 한일합방 때 폐교되었다.
나라가 망하자 선생은 의관을 갖추지 아니하고 사람들과의 대면을 사절하고, 유서를 써놓고 단식에 들어가 27일 만인 1910년 음력 11월 27일 향년 70세를 일기로 세상을 떴다.
선생의 유물로는 영정, 금관, 소관, 각대, 발막(흑포), 조복, 호패, 홀, 패도, 원선, 어사화, 동상, 교지 35점(각 품계별), 칙지, 칙명, 첩 들이 있다.

## 참고 자료
- 장태수선생유물 - 국가유산청 국가유산포털